# Municipio de Perry (condado de Allen, Indiana)
El municipio de Perry (en inglés: Perry Township) es un municipio ubicado en el condado de Allen en el estado estadounidense de Indiana. En el año 2010 tenía una población de 29158 habitantes y una densidad poblacional de 316 personas por km².

## Geografía
El municipio de Perry se encuentra ubicado en las coordenadas 41°12′50″N 85°8′32″O / 41.21389, -85.14222. Según la Oficina del Censo de los Estados Unidos, el municipio tiene una superficie total de 92.27 km², de la cual 91.99 km² corresponden a tierra firme y (0.3%) 0.28 km² es agua.

## Demografía
Según el censo de 2010, había 29158 personas residiendo en el municipio de Perry. La densidad de población era de 316 hab./km². De los 29158 habitantes, el municipio de Perry estaba compuesto por el 92.96% blancos, el 1.93% eran afroamericanos, el 0.22% eran amerindios, el 2.54% eran asiáticos, el 0.02% eran isleños del Pacífico, el 0.85% eran de otras razas y el 1.48% pertenecían a dos o más razas. Del total de la población el 2.47% eran hispanos o latinos de cualquier raza.